# Lisa Macuja
Lisa Macuja-Elizalde (Manilla, 3 oktober 1964) is een Filipijns ballerina. Ze was in 1984 de eerste Filipijnse ballerina en eerste buitenlandse solist ooit bij het Mariinskiballet. Macuja staat bekend om haar bijna feilloze techniek en stijl en bijzonder hoge muzikaliteit en artisticiteit en wordt beschouwd als een van de beste Filipijnse ballerina's ooit. Macuja is tevens artistiek directeur van Ballet Manila en vicevoorzitter van het Filipijnse nationale UNESCO-commissie. Macuja is bovendien directeur van de Ballet Manila School, een opleidingsinstituut voor professionele balletdansers.
Macuja is sinds 1997 getrouwd met zakenman Fred Elizalde jr..
- International Standard Name Identifier: 0000 0000 3436 5287
- Library of Congress Control Number: n97845171
- Nationale Bibliotheek van Israël: 987007408584505171
- Virtual International Authority File: 73150953
- WorldCat: E39PBJv8Hqq3kR4BDDkFRmGvHC